# الكدية (جزر البليار)
بلدية الكُدية (بالإسبانية: Alcudia) هي بلدية تقع في منطقة جزر البليار شرق إسبانيا.
يعود الاسم إلى العربية المغربية «الكدية» ما يعني الهضبة.

## الديموغرافيا
بلغ عدد سكان بلدية الكُدية 19.243 نسمة عام 2011 (وفقاً للمعهد الوطني للإحصاء الإسباني).
| 10.284 | 11.435 | 13.824 | 15.897 | 17.435 | 19.071 | 19.243 |

## توأمة
لالكُدية اتفاقيات توأمة مع:
- مدينة منورقة